# Raoul Petretta
Raoul Petretta (* 24. März 1997 in Rheinfelden, Deutschland) ist ein italienischer Fussballspieler. Er spielte von Februar 2017 bis im Sommer 2022 für den FC Basel.

## Karriere

### Verein
Raoul Petretta wechselte 2003 vom SC Rheinfelden 03 in die Jugendabteilung des FC Basel und durchlief sämtliche Nachwuchsstufen. Im Februar 2017 wurde er von der U-21-Mannschaft in die erste Mannschaft berufen und kam am 19. Spieltag der Saison 2016/17 gegen den FC Lugano (4:0) zu seinem Debüt in der höchsten Schweizer Spielklasse. Er stand dabei als linker Aussenverteidiger in der Startformation und spielte während 90 Minuten durch. Nach einem weiteren Einsatz gegen den FC Thun, unterzeichnete Petretta am 16. Februar 2017 seinen ersten Profivertrag mit einer Laufzeit bis zum Sommer 2020. Bis zum Ende der Saison kam er in der ersten Mannschaft auf total fünf Einsätze und gewann mit dem FC Basel die Schweizer Meisterschaft. Mit der U-21-Mannschaft, bei denen er zu 14 Einsätzen kam, erreichte er den dritten Rang in der Promotion League.

### Nationalmannschaft
Seit 2018 steht Petretta im Kader der italienischen U-21-Nationalmannschaft, wo er am 25. Mai 2018 unter dem Trainer Luigi Di Biagio bei der 2:3-Niederlage im Freundschaftsspiel gegen Portugal sein Debüt gab.

## Titel und Erfolge
FC Basel
- Schweizer Meister: 2017
- Schweizer Cupsieger: 2019